# Гронер, Августа
Августа Гронер (нем. Auguste Groner, урождённая Августа Копаллик, 16 апреля 1850, Вена — 7 марта 1929, там же) — австрийская писательница. Публиковалась также под псевдонимами Олаф Бьёрнсон, А. фон дер Паура, Ренорга и Метис. На русском языке встречается транслитерация Огюст Гронер и Аугусте Гронер.

## Биография
Августа Копаллик родилась в Вене в семье чиновника. С 1876 по 1905 год работала учительницей в школе. В 1879 году вышла замуж за журналиста Рихарда Гронера. С 1882 начала заниматься литературным творчеством как публицист, за свою работу получила в 1893 награду литературного отдела на Всемирной выставке в Чикаго. С 1890 начали выходить в свет её многочисленные детективные рассказы и романы. Гронер первой в немецкоязычной литературе создала серию произведений, объединённых одним персонажем — сыщиком Йозефом Мюллером. Первое произведение этой серии — рассказ «Золотая пуля» (Die goldene Kugel) — вышло в 1892 году.
В 1894-м Гронер основала «Австрийскую молодёжную газету» (Österreichische Jugendzeitung, приложение к «Венской вечерней газете» — Wiener Abendblatt) и «Австрийскую молодёжную библиотеку» (Österreichische Jugendbibliothek).
В честь Гронер названа награда Золотая Августа, которую с 2009 раз в три года вручают писательницам, переводчицам и издательницам за достижения в области детективной литературы.

## Избранные произведения
- Das Geheimnis der Sylvesternacht (1890)
- Am Verlobungstage (1903)
- Der Mann mit den vielen Namen (1906)
- Der rote Merkur (1910)
- Странная тень (Der seltsame Schatten, 1913)
- Das wandernde Licht (1924)
- Mene tekel…. Eine seltsame Geschichte. (1892)